# Gerhard Stemberger
Gerhard Stemberger (* 29. Juni 1947 in Innsbruck) ist ein österreichischer Soziologe und Psychotherapeut (Gestalttheoretische Psychotherapie).

## Leben
Das Studium der Psychologie erfolgte an der Universität Innsbruck bei Ivo Kohler und Tiefenpsychologie bei Eduard Grünewald (Salzburger Arbeitskreis für Psychoanalyse), die Fortsetzung an der Universität Wien ab 1969, Sozialpsychiatrie erlernte er bei Hans Strotzka, Soziologie bei Leopold Rosenmayr. Promotion war 1973 zum Dr. phil. in den Fächern Soziologie und Politologie.
Stemberger war nach Studienabschluss vorerst für einige Jahre für die Arbeiterkammer Wien in der angewandten Sozialforschung tätig. Sein Schwerpunkt war dabei die Arbeitszeitforschung. 1985–1990 leitete er in diesem Fachgebiet mit Gerhard Bosch (Deutschland), Peter Dawkins (Australien) und François Michon (Frankreich) den internationalen Forschungsaustausch „Séminaire International sur le Temps de Travail (SITT) - International Symposium on Working Time (ISWT)“ mit Konferenzen in Brüssel, Wien und Paris.
Parallel dazu machte er sich in Eigenerfahrung und Theorie mit Psychoanalyse (Fritz Guem, Innsbrucker Arbeitskreis für Psychoanalyse), Autogenem Training, verschiedenen körperorientierten Therapieverfahren und Gestalttherapie vertraut und absolvierte schließlich eine Ausbildung in Gestalttheoretischer Psychotherapie in der Österreichischen Arbeitsgemeinschaft für Gestalttheoretische Psychotherapie. Damit wandte er sich ab Ende der 1980er-Jahre zunehmend der Psychotherapie zu, die schließlich zu seinem beruflichen Hauptarbeitsgebiet wurde.
Stemberger lehrt und publiziert seither neben seiner praktisch-psychotherapeutischen Tätigkeit vor allem auf dem Gebiet der Anwendung der Gestalttheorie im klinisch-psychotherapeutischen Bereich. In den Jahren seiner Mitgliedschaft im Psychotherapie-Beirat des österreichischen Gesundheitsministeriums (1992–2011) widmete er sich vor allem Fragen der Berufsethik und der Patientenrechte im Bereich der Psychotherapie.
1999–2007 war Stemberger Vorsitzender der internationalen Gesellschaft für Gestalttheorie und ihre Anwendungen. 2001 übernahm er von Jürgen Kriz die Funktion des geschäftsführenden Herausgebers der internationalen multidisziplinären Zeitschrift Gestalt Theory, die er bis 2012 innehatte. Er ist Lehrtherapeut der Österreichischen Arbeitsgemeinschaft für Gestalttheoretische Psychotherapie. Er ist Mitbegründer und Mit-Herausgeber der seit 2009 erscheinenden Zeitschrift Phänomenal - Zeitschrift für Gestalttheoretische Psychotherapie. 2022 verlieh ihm die internationale Gesellschaft für Gestalttheorie und ihre Anwendungen (GTA) die Ehrenmitgliedschaft.

## Publikationen (Auswahl)

### Gestalttheorie und Psychotherapie
- 2002 (Hrsg. und Autor): Psychische Störungen im Ich-Welt-Verhältnis. Gestalttheorie und psychotherapeutische Krankheitslehre. Wien: Krammer (ISBN 3-901811-09-5).
- 2005 (mit Rainer Kästl): Gestalttheorie in der Psychotherapie. Journal für Psychologie, 13 (4/2005), 333-371.
- 2007: Abraham S. Luchins (1914–2005). The American Psychologist, 62(2), 143.
- 2008: Gestalt Theoretical Psychotherapy (GTP). In: H. Bartuska et al. (eds.), Psychotherapeutic Diagnostics - Guidelines for the New Standard, Vienna - New York: Springer, 97-108 (ISBN 978-3-211-77309-3). Deutsch: Psychotherapeutische Diagnostik: Leitlinien für den Neuen Standard, Wien: Springer (ISBN 978-3-211-25290-1).
- 2009: Feldprozesse in der Psychotherapie. Der Mehr-Felder-Ansatz im diagnostischen und therapeutischen Prozess. Phänomenal - Zeitschrift für Gestalttheoretische Psychotherapie 1(1), 12-19. In Italienisch: La molteplicita dell'Io e del suo ambiente. In: A. Zuczkowski e I. Bianchi (ed.), L'analisi qualitativa dell'esperienza diretta. Roma: Aracne, 261-274 (ISBN 978-88-548-2916-9).
- 2010: Dynamische Eigenheiten einer depressiven Symptomatik. Gestalt Theory 32(4), 343-374.
- 2011: Gestalttheoretische Psychotherapie. In: G. Stumm (Hrsg.), Psychotherapie: Schulen und Methoden. 3. Auflage. Wien: Falter Verlag, 218-227 (ISBN 978-3-85439-448-8).
- 2017 (Hrsg. und Autor): Giuseppe Galli, Der Mensch als Mit-Mensch. Aufsätze zur Gestalttheorie in Forschung, Anwendung und Dialog. Wien: Krammer (ISBN 978-3-901811-75-3)
- 2018 (Hrsg. und Autor): Paul Tholey, Gestalttheorie in Sport, Klartraum und Bewusstsein. Wien: Krammer (ISBN 978-3-901811-76-0)
- 2022 (ed. and auth.): Essentials of Gestalt Theoretical Psychotherapy. Norderstedt: BoD (ISBN 978-3-7562-0906-4)
- 2024 (Hrsg. und Autor): Grundkonzepte der Gestalttheoretischen Psychotherapie. Wien: Krammer (ISBN 978-3-901811-82-1)

### Berufsethik und Patientenrechte
- 1995: Zum Werteproblem in der Psychotherapie. In: R. Hutterer-Krisch (Hrsg.), Fragen der Ethik in der Psychotherapie, Wien-New York: Springer, 61-73 (ISBN 978-3-211-82710-9).
- 1996: Ethische Berufsregeln, Patienten- und Konsumentenrechte in Psychotherapie und Psychologie. Wien: AK (ISBN 978-3-7063-0094-0).
- 2011: Patientenrechte in der Psychotherapie: Herausforderungen und Problemfelder. In: M. Kierein u. a. (Hrsg.), Psychotherapie und Recht. Wien: Facultas Verlag, 203-230 (ISBN 978-3-7089-0680-5).

### Zur Arbeitszeitforschung
- Die Verbreitung flexibler Arbeitszeiten in Österreich: Entwicklung - Strukturen - Trends 1968 – 1983. Wien: AK Wien 1983.
- Betriebliche Regelungen flexibler Arbeitszeiten. Wien: AK Wien 1984.
- (mit Michael Mesch und Bernhard Schwarz) Arbeitszeitgestaltung. Wien: Verlag des ÖGB 1986, ISBN 3-7035-0332-7.
- Working Time Reduction and A-Typical Employment in Austria. Économies et sociétés, vol. 9-10, numéro AB/17 (1991), 137-153.
- Working Time in Austria, in: Gerhard Bosch, Peter Dawkins, François Michon, International Institute for Labour Studies, 1994: Times Are Changing: Working Time in 14 Industrialised Countries, Geneva: ILO, 67ff.